# Kenichi Uemura
Kenichi Uemura (Yatsushiro, Prefectura de Kumamoto, Japó, 22 d'abril de 1974) és un exfutbolista japonès.

## Selecció japonesa
Kenichi Uemura va disputar 4 partits amb la selecció japonesa.